# Quartier V

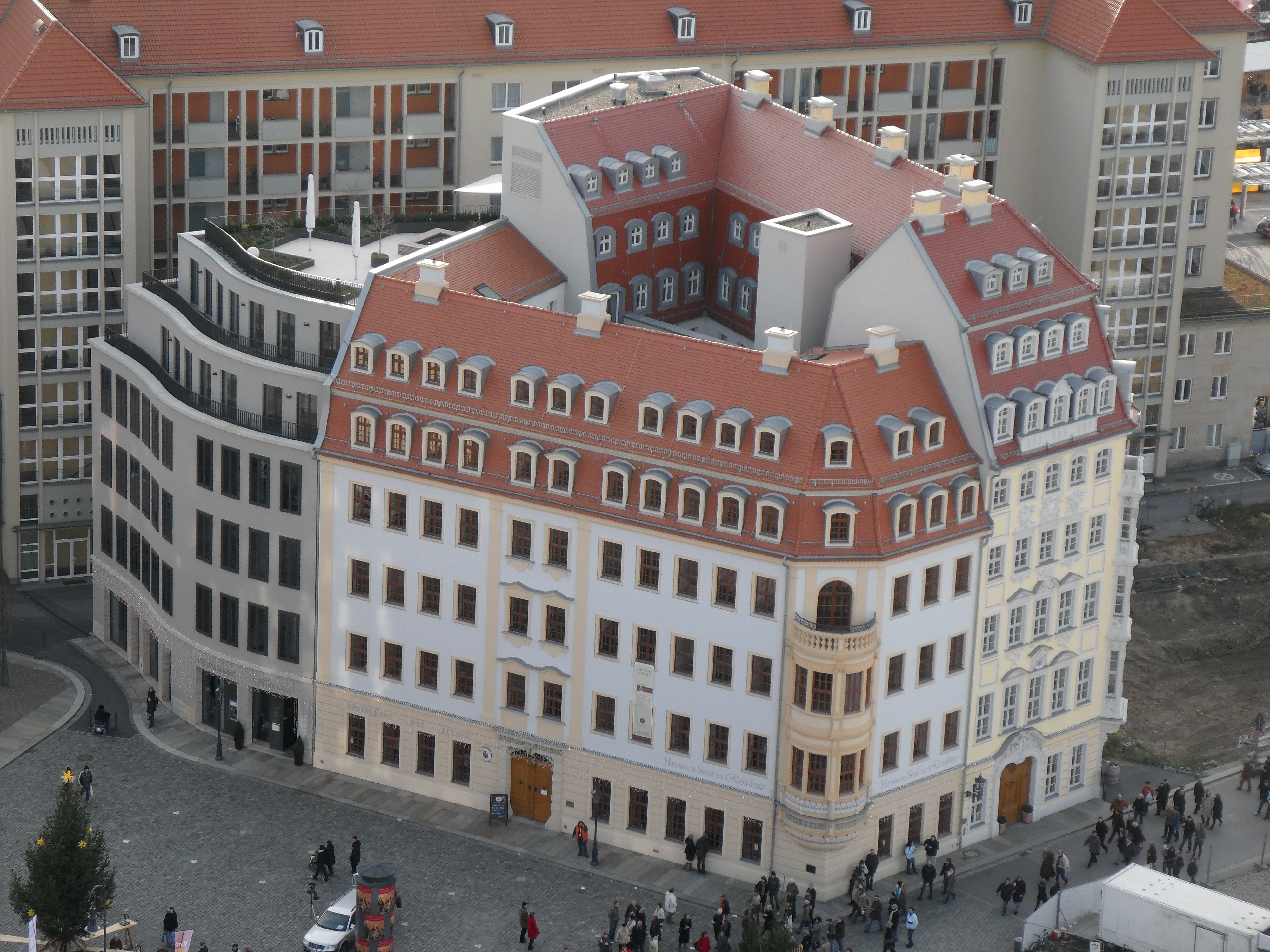
Quartier V/2

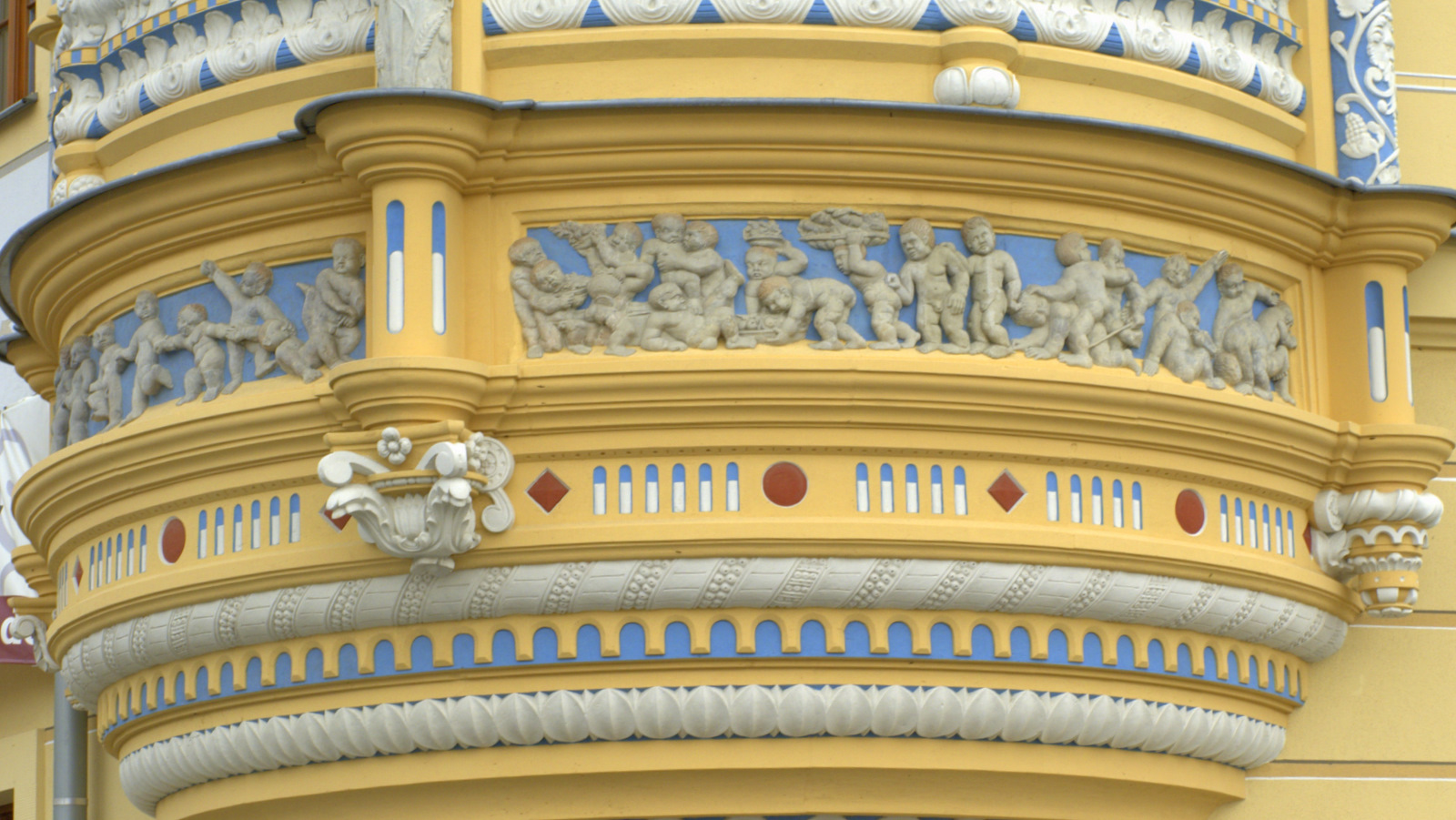
Erker Neumarkt Ecke Frauenstrasse, Dresden, so genannter „Kinderfries“

Das Quartier V am Dresdner Neumarkt besteht aus zwei Teilarealen, dem Quartier V/1 im Westen, begrenzt durch Galeriestraße (W), Frauenstraße (N), Schuhmachergasse bzw. deren Flucht nach Süden (O) und Wilsdruffer Straße (S) und dem Quartier V/2 im Osten, begrenzt durch Schuhmachergasse bzw. deren Flucht nach Süden (W), Frauenstraße (N), Neumarkt und anschließend Kleine Kirchgasse bzw. deren Flucht nach Süden (O) und Wilsdruffer Straße (S).

## Quartier V/2
Das Quartier V/2, die neu errichtete „Heinrich-Schütz-Residenz“, ist ein Komplex aus ehemals drei Gebäuden am Dresdner Neumarkt, von denen zwei Gebäude weitestgehend mit originalgetreuer Fassade wiederaufgebaut wurden. Dies sind das Heinrich-Schütz-Haus und das Köhlersche Haus. Den „Südlichen Anbau“ hin zur Wilsdruffer Straße bildet ein moderner Neubau, der durch die Verlegung der nach dem Zweiten Weltkrieg verbreiterten Wilsdruffer Straße in Richtung Neumarkt nur teilweise den Grundriss des Vorgängerbaus wiedergibt.

### Beschreibung und architekturgeschichtliche Bedeutung
Die zehnachsige Hauptfront des Ensembles aus drei verschiedenen Gebäuden am Neumarkt Ecke Frauenstrasse, das bis zur Mitte des 16. Jahrhunderts direkt gegenüber der mittelalterlichen Stadtmauer stand, gehört zur Frühgeschichte des Dresdner Neumarkts. Im Jahr 1548 wurden Graben und Mauer der ehemaligen Stadtbefestigung auf dem heutigen Neumarkt entfernt. Im Kellergeschoss des wiedererrichteten Quartiers V. sind Teile der Stadtmauer in historischen Kellergewölben erhalten. Das Renaissancehaus, welches dem Komponisten Heinrich Schütz von 1629 bis 1659 gehörte, wurde um 1730 durch den Architekten der Dresdner Frauenkirche George Bähr stark umgebaut, so dass nur der Runderker und das 1695 hinzugefügte frühbarocke Eingangsportal „Neumarkt 12“ erhalten blieben. Das Portal zeigt eine von Eichenlaub umkränzte Frauenmaske der römischen Göttin Ceres, die als Göttin der Fruchtbarkeit galt. Das 2008 wieder errichtete Haus „Neumarkt 12“ war nach 1730 Eigentum des Handels- und Kaufherren Christian Döppermann († 1759), dessen Familie ab 1813 auch das Nachbarhaus (Frauenstraße 14), erbaut um 1750, für ihre Handelstätigkeit nutze. Der Umbau des Hauses durch George Bähr ging mit der Aufstockung um eine Etage sowie der Errichtung eines Mansarddachs einher.
Der Renaissancerunderker zeigt als Hauptschmuck einen um 1548 geschaffenen so genannten „Kinderfries“, der als Versinnbildlichung des Bibelthemas der „spielenden Kinder der Weisheit“ (Mt 18,3 ) gewertet wird. Die spielenden Kinder symbolisieren dabei die göttliche Weisheit, was Segenswunsch des Hausherrn war.
Das Köhlersche Haus wurde um 1750 im Auftrag des Böttchermeisters Johann Köhler mit reich verzierter Rokokofassade nach Entwürfen des 1746 verstorbenen Architekten Andreas Adam verbaut. Das Portalrelief zeigt Gott Janus vor einem Weinberg. Zu dessen jugendlicher (rechten) Seite verrichten Putten in einem Weinberg die harte Arbeit der Pflege der Weinstöcke im Frühjahr. Die andere Seite zeigt die Ernte der gereiften Weintrauben. Der reichgeschmückte Erker über einem Satyr- und Bachuskopf unter dem ersten Stock zeigt durch Putten versinnbildlicht die Arbeitsschritte der Fassherstellung, von unten nach oben zu lesen. Plastisch treten die Putten an der bekrönenden Steinbalustrade hervor.

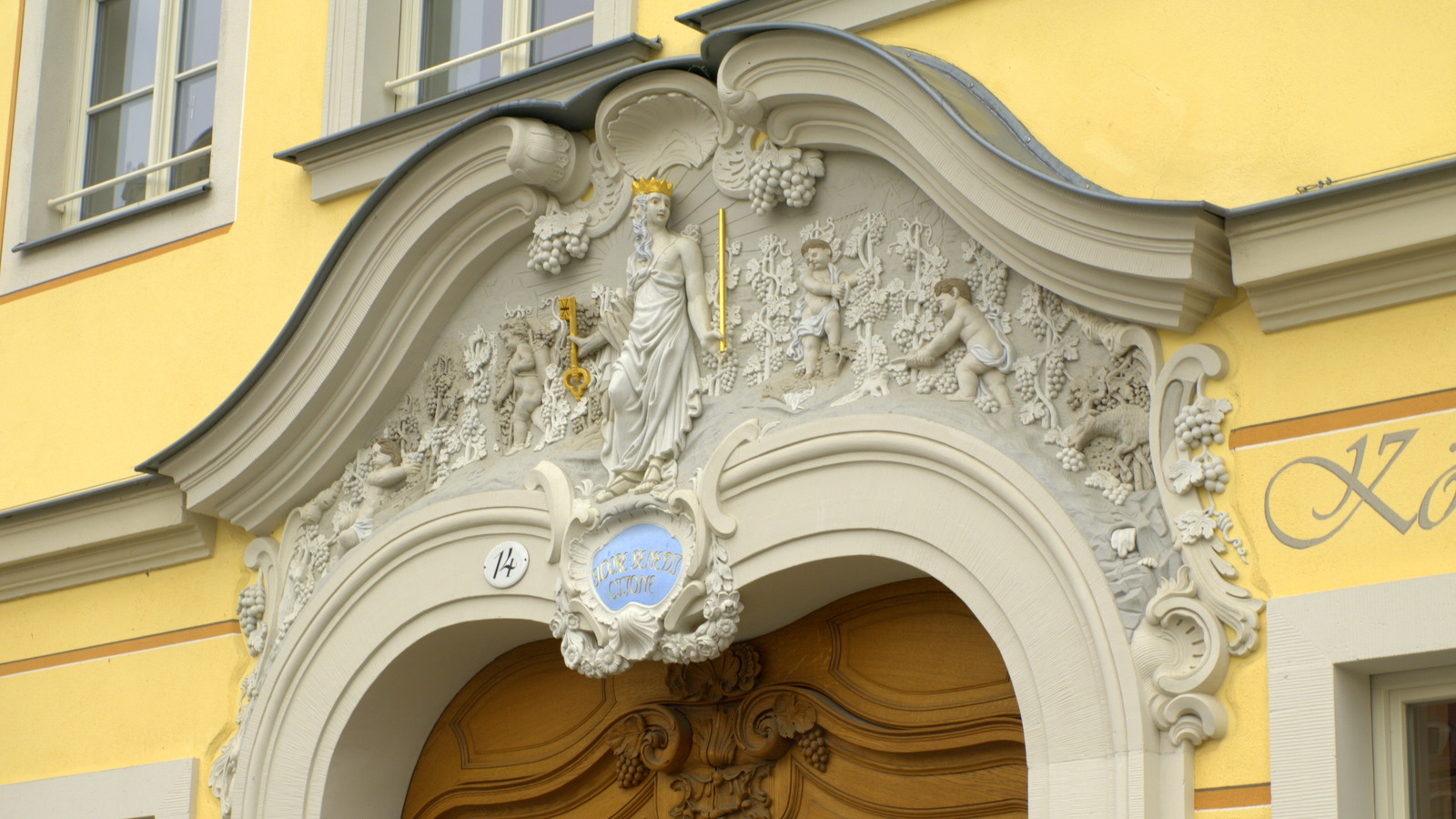
Eingang Frauenstrasse 14, Dresden, figurale Darstellung des Januskopf und arbeitender Putte, heute Eingang zur Heinrich Schütz Residenz
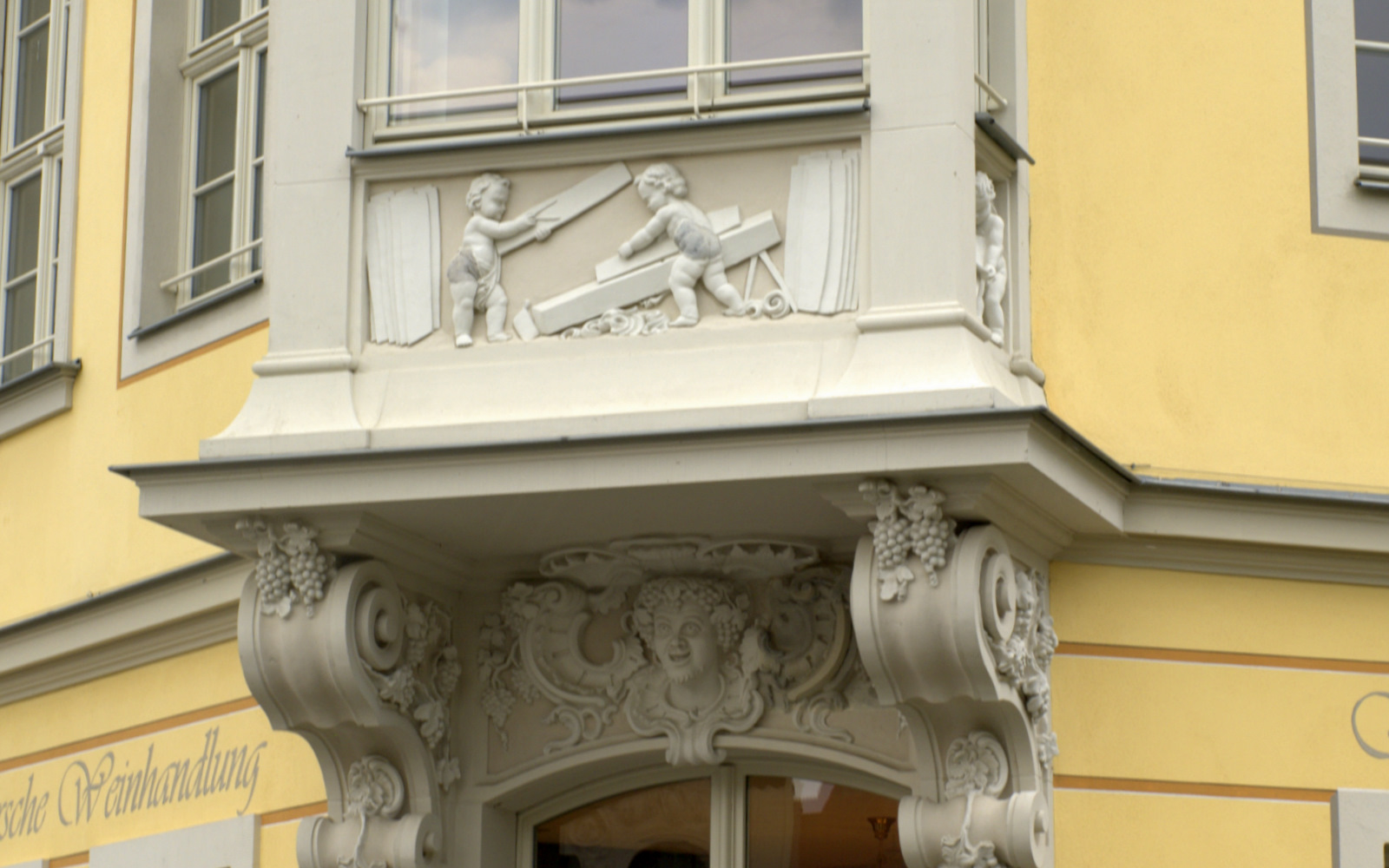
Erker Frauenstrasse 14, Dresden, Erdgeschoss, figurale Darstellung arbeitender Putten: Herstellen der Daube am "Fügbock", rechter Putte und Herstellen des Baurisses mit einem Zirkel, heute Eingang zur Köhlerschen Weinhandlung
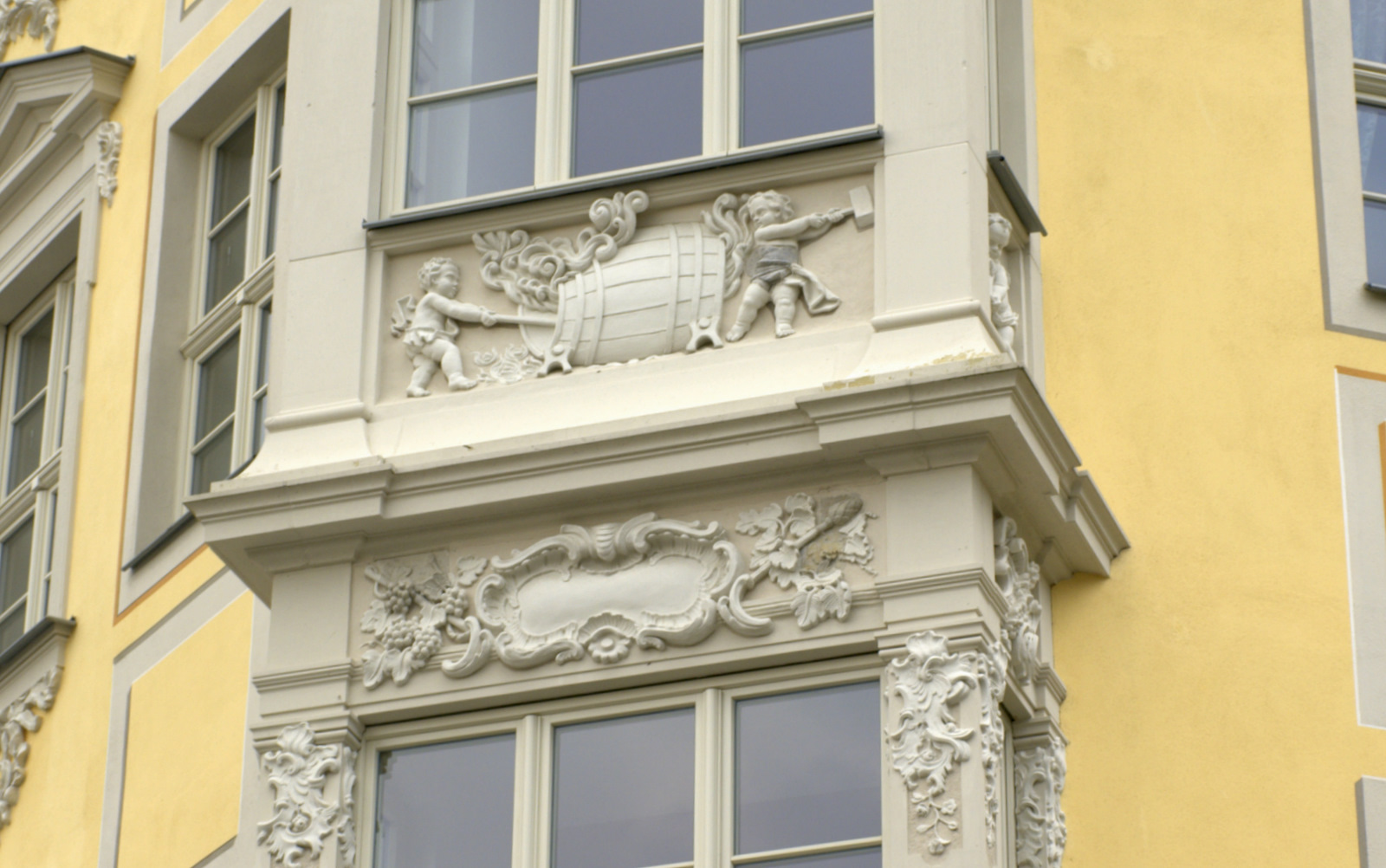
Erker Frauenstrasse 14, Dresden, 1. Stock, figurale Darstellung arbeitender Putten: Antreiben der Fassreifen mit dem Setzhammer und Ausbrennen des Fasses
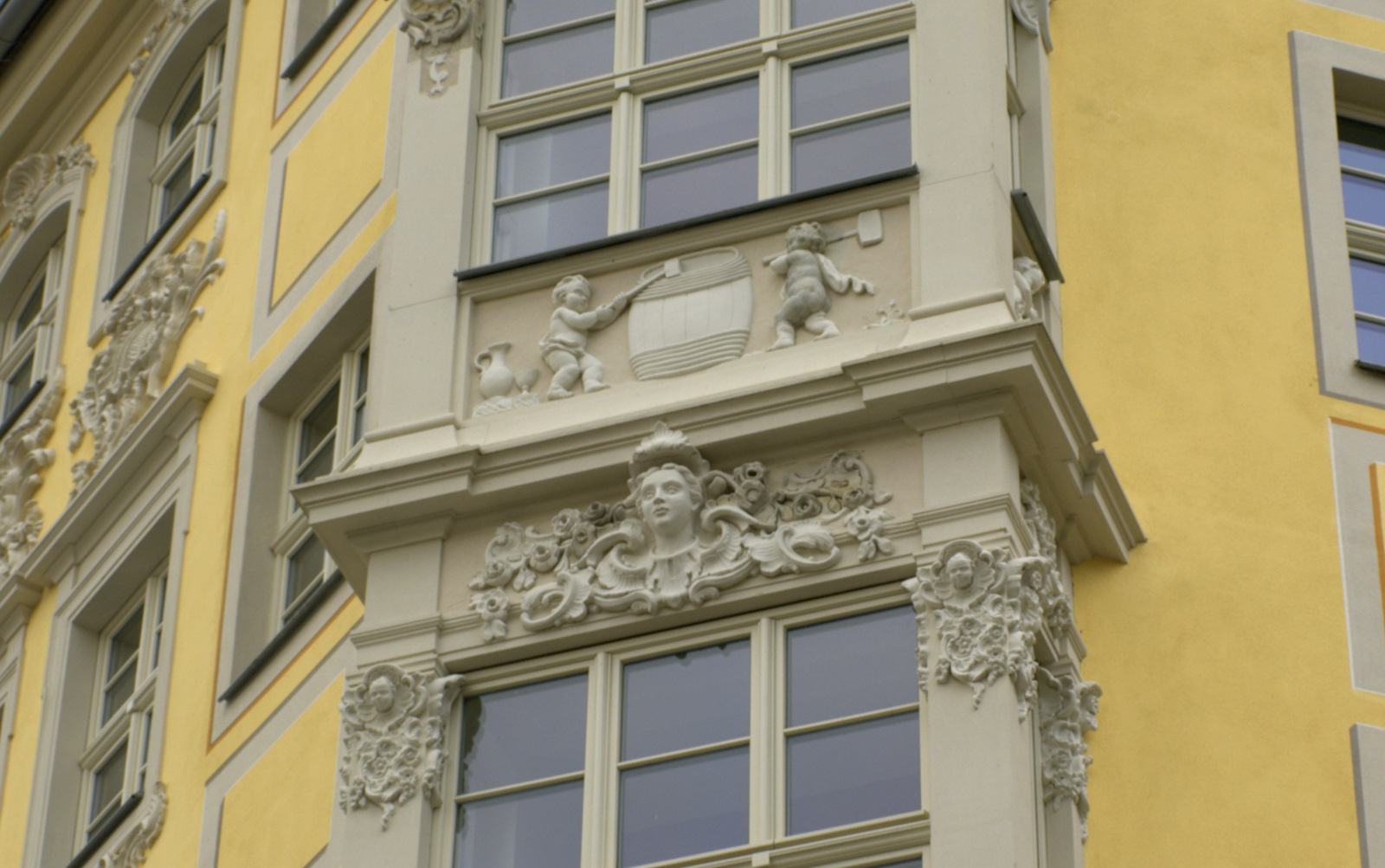
Erker Frauenstrasse 14, Dresden, 2. Stock, figurale Darstellung arbeitender Putten: Antreiben des Fasses mit dem Setzhammer
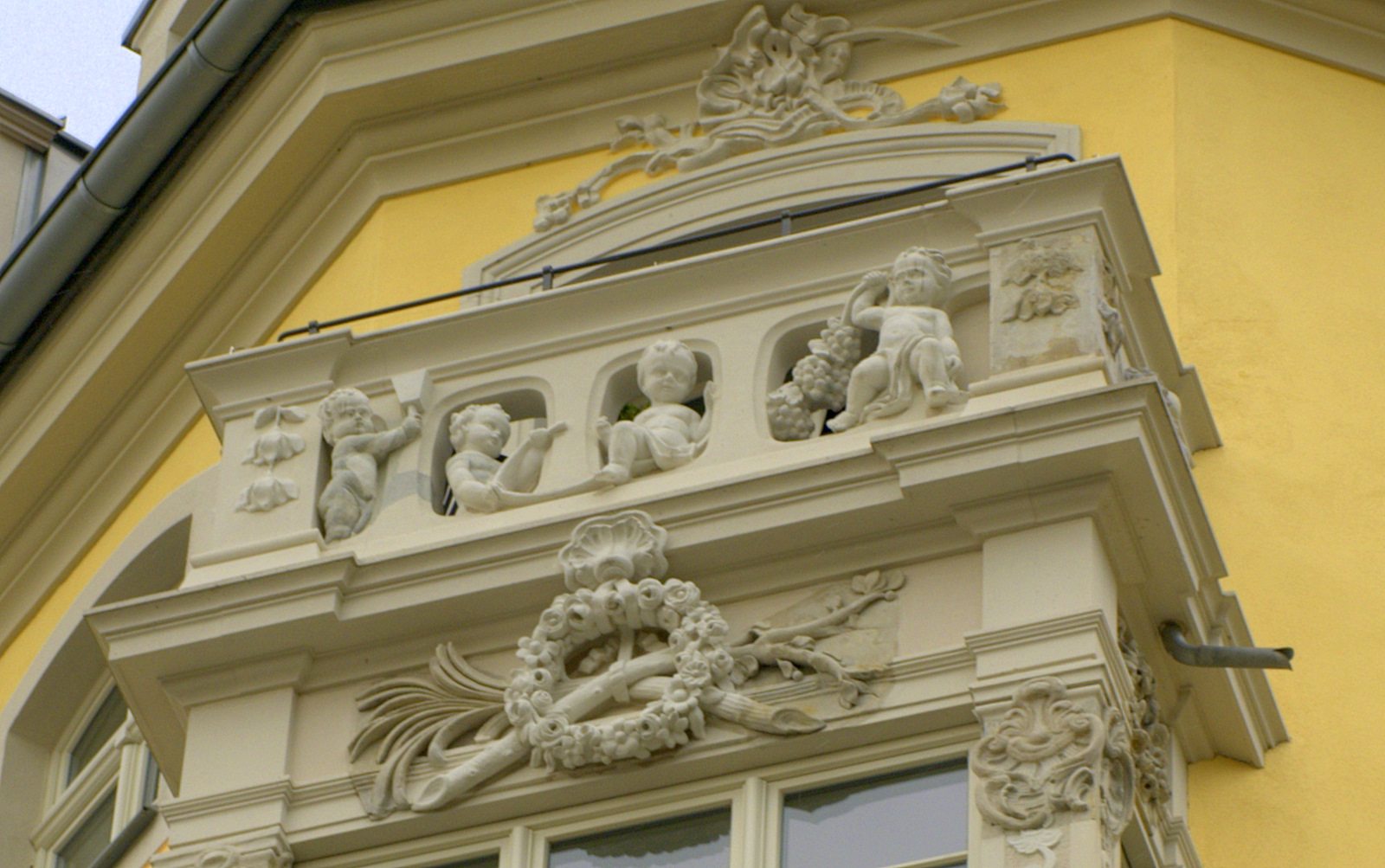
Erker Frauenstrasse 14, Dresden, 3. Stock, figurale vollplastische Darstellung arbeitender Putte
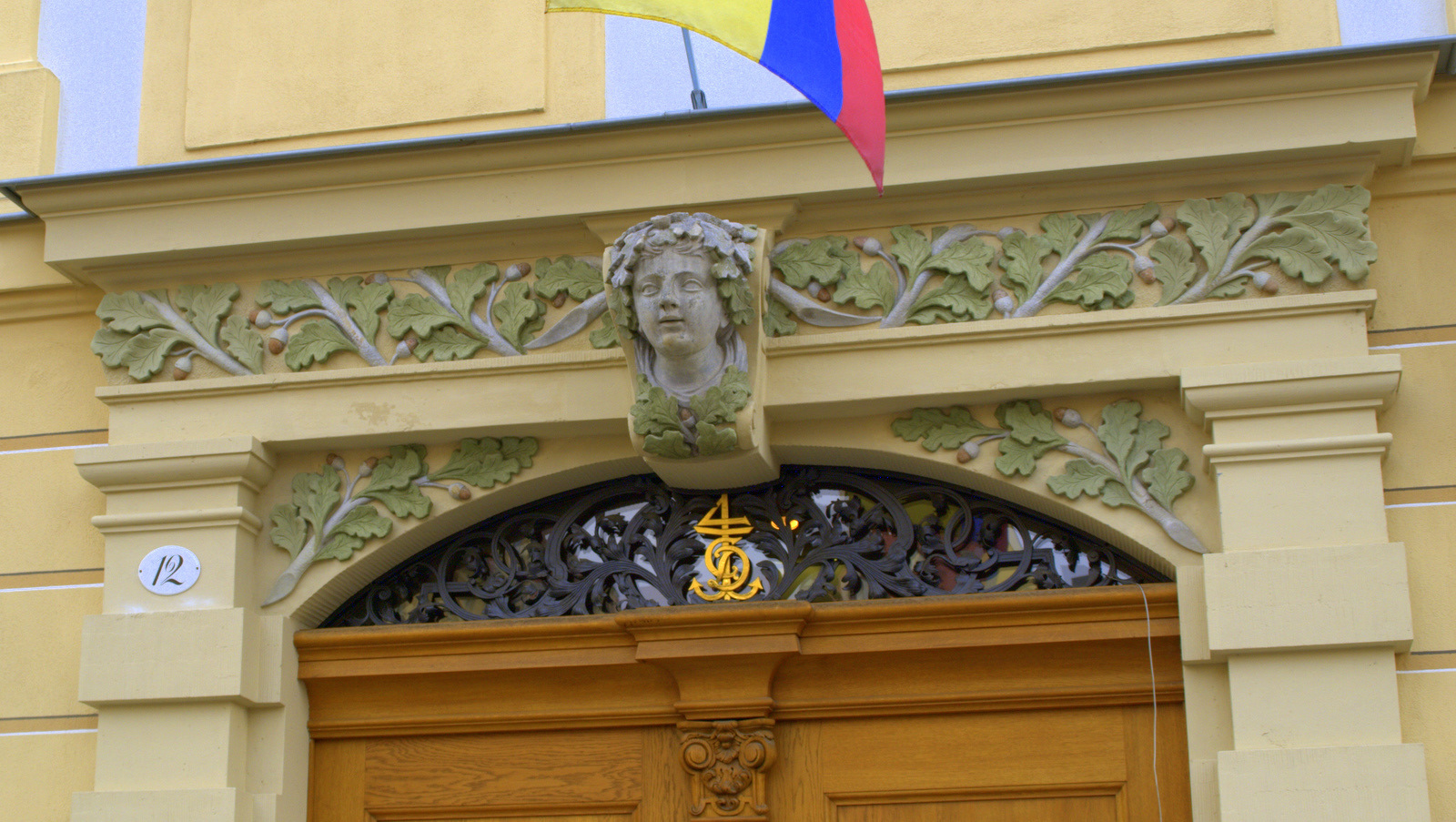
Barockes Portal Neumarkt 12, Dresden, Ceres-Kopf und Eichenlaubschmuck, heute Eingang zum Konsulat des Königreichs Spanien und zur Heinrich Schütz Residenz

### Geschichte der Gegenwart
Das Quartier V/1 verfügt nach seinem Wiederaufbau im Jahr 2008 über 47 barrierefreie Wohnungen. Träger und Erbauer ist das Martinshof Rothenburg Diakoniewerk, das im Objekt eine Seniorenresidenz unter dem Namen Heinrich Schütz Residenz betreibt. Daneben sind unter gleicher Trägerschaft ein Restaurant, ein Weinladen sowie ein SPA-Bereich in den drei Häusern untergebracht, wie auch ein Multifunktionssaal, der an Stelle der früheren Ladengeschäfte auf der Seite des Neumarktes trat. Die einzelnen Eingänge zu den früheren Geschäften wichen dadurch zu Gunsten einer denkmalschutzgerechten Fensterfront. Die drei historischen Häuser sind im Inneren ab dem ersten Obergeschoss nicht mehr getrennt. Nur am Übergang zum modern gestalteten „Südlichen Anbau“ ist eine sichtbare Brandschutztür Indiz für den Übergang in ein anderes Gebäude. Die Wohnungen sind zum historisch wieder aufgebauten Lichthof im Kern des Gebäudes hin zugänglich. Die historische Dresdner Stadtmauer im Keller ist öffentlich zugänglicher Teil des im Erdgeschoss gelegenen Restaurant. Ein weiterer Zugang zu den denkmalgeschützten Gewölben im ersten Untergeschoss ist durch den Eingang Frauenstraße 14 möglich. Das Quartier V/1 ist seit 2008 Sitz der Konsularischen Vertretung des Königreichs Spanien und der Republik von Ecuador.